# Wishing on the Same Star
Singles de Namie Amuro
I Will
(2002) Shine More
(2003)
Singles par Suite Chic
Good Life / Just Say So
(2002)
Wishing on the Same Star est le 20e single régulier de Namie Amuro sorti sur le label Avex Trax, ou le 22e sous son seul nom en comptant ceux sortis sur le label Toshiba-EMI.
Il sort le 11 septembre 2002 au Japon, et atteint la 2e place du classement de l'Oricon. Il reste classé pendant 12 semaines, pour un total de 97 253 ventes.  
La chanson-titre est une reprise de la chanteuse Keedy (en), écrite par Diane Warren. Elle sert de thème musical au film Inochi, et figurera sur l'album Style. Après ce single, Namie Amuro participera pendant quelques mois au projet Suite Chic.

## Liste des titres
| 1. | Wishing on the Same Star                | 4:55 |
| 2. | Did U                                   | 3:57 |
| 3. | Wishing on the Same Star (Instrumental) | 4:55 |
| 4. | Did U (Instrumental)                    | 3:57 |